# Volkswagen do Brasil
Volkswagen do Brasil Indústria de Veículos Automotores Ltda. är dotterbolag till Volkswagen AG i Brasilien. Verksamheten grundades 1950 då Volkswagens chef Heinrich Nordhoff vill expandera verksamheten utomlands. Bolaget har genom åren utvecklat flera egna modeller för hemmamarknaden och övriga Sydamerika. Bolaget tillverkar även modeller för övriga världen som till exempel Volkswagen Fox. 

## Historia
1953 började montering av Volkswagen Typ 1 och Volkswagen Typ 2 i Brasilien av företaget Companhia Distribuidora Geral Brasmotor. Några månader övertygades Volkswagen att själva starta tillverkning i Brasilien. 1956 började byggandet av Volkswagens fabrik i São Bernardo do Campo. Antalet inhemska leverantörer utökades. Volkswagen do Brasil började utveckla egna modeller, bland annat VW Brasilia. 1987 grundade Volkswagen do Brasil Autolatina tillsammans Ford do Brasil.